# Fred Norris
Fred Norris (eigentlich Frederick Norris; * 4. September 1921 in Tyldesley, Greater Manchester; † 13. Dezember 2006 ebenda) war ein britischer Langstreckenläufer.
Bei den Olympischen Spielen 1952 in Helsinki wurde er Achter über 10.000 m.
1956 wurde er in 2:21:49 h Zweiter beim Polytechnic Marathon und qualifizierte sich damit für den Marathon der Olympischen Spiele in Melbourne, bei dem er jedoch nicht das Ziel erreichte.
1958 wurde er Zehnter beim Polytechnic Marathon und für England startend Fünfter über sechs Meilen bei den British Empire and Commonwealth Games in Cardiff. Bei den Leichtathletik-Europameisterschaften in Stockholm gewann er im Marathon Bronze in 2:21:15 h.
1959 siegte er beim Cross der Nationen. 1960 stellte er bei einem Marathon in Liverpool mit 2:19:08 h seine persönliche Bestzeit auf, konnte jedoch wegen einer Verletzung nicht an den Olympischen Spielen in Rom teilnehmen.
1961 wurde er Dritter beim Boston-Marathon, und 1962 siegte er bei der Kanadischen Marathonmeisterschaft und der US-Meisterschaft im 20-km-Straßenlauf.

## Persönliche Bestzeiten
- 5000 m: 14:25,2 min, 1. Januar 1961, New Orleans
- 10.000 m: 30:09,8 min, 20. Juli 1952, Helsinki
- 20-km-Straßenlauf: 1:03:12 h, 4. Juli 1962, Needham
- Marathon: 2:19:08 h, 30. Juli 1960, Huyton